# Suelette Dreyfus

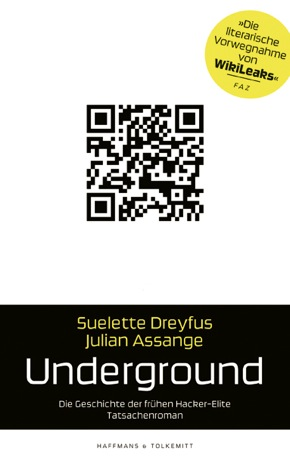
Deutsches Cover von Underground (2011)

Suelette Dreyfus ist eine australische Journalistin und Autorin. Sie ist Medienwissenschaftlerin an der Universität Melbourne. Ihre Forschungsgebiete sind dort unter anderem Whistleblowing, Computersicherheit und Hacking.

## Leben und Werk
Suelette Dreyfus lebte im Vereinigten Königreich, den USA und Australien. Sie erwarb 1987 einen B.A. am New Yorker Barnard College der Columbia University, wo sie den Teichmann-Preis für ausgezeichnetes und originelles Schreiben erhielt, und 1998 einen Doktortitel in Philosophie an der Monash University. Sie ist seit 2001 Mitglied der Royal Society of Victoria.
Dreyfus arbeitete, unter anderem als Gerichtsreporterin, für australische Zeitungen wie The Age, den britischen Independent und das australische Rundfunkprogramm Late Night Live. Zusammen mit Julian Assange war sie Ende der 1990er Jahre an der Entwicklung der Kryptographiesoftware Rubberhose beteiligt. 2001 war Dreyfus Mitproduzentin der Folge Hackers der dokumentarischen Fernsehserie Frontline, die von der amerikanischen Senderkette PBS ausgestrahlt wird und 2003 des australischen Dokumentarfilms „In the Realm of the Hackers“, der die zwei Hacker „Electron“ und „Phoenix“ beschreibt und auf Dreyfus’ Buch Underground beruht.
Suelette Dreyfus verbreitet in der Öffentlichkeit keine Bilder, die sie identifizierbar darstellen. Im Interview und im 2011 hinzugefügten Schlusskapitel von Underground betont sie die Rolle technologischer Möglichkeiten zur Überwachung der Bürger auch demokratischer Staaten.

## Underground
Nachdem Suelette Dreyfus 1994 in Kontakt zur Melbourner Hacker- und Mailboxszene gekommen war, erschien 1997 mit Underground ein Buch über die australische, amerikanische und europäische Hackerszene der 1980er und 1990er Jahre, das im Verlauf von drei Jahren von Julian Assange mit recherchiert wurde und ihn selbst unter dem Pseudonym „Mendax“ als Mitglied der Hackergruppe „International Subversives“ beschreibt. 2001 wurde das Buch, von dem 10.000 Exemplare verkauft wurden, im Internet frei verfügbar gemacht und erzielte innerhalb von zwei Jahren 400.000 Downloads. Nachdem Assange als treibende Kraft hinter WikiLeaks weltweit bekanntgeworden war, wurde das Buch 2011 neu verlegt, mit einer aktualisierten Einleitung und einem Schlusskapitel versehen und auch ins Deutsche übersetzt. Das Cover der deutschen Ausgabe enthält einen QR-Code, der zu einer Videobotschaft von Julian Assange führt, mit dem Suelette Dreyfus weiterhin Kontakt hält und dessen Organisation WikiLeaks sie inhaltlich unterstützt.

## Veröffentlichungen (Auswahl)
- Suelette Dreyfus: The quiet revolution. In: The UNESCO courier. Nr. 3, 2001, S. 27–28. Online-Version
- Suelette Dreyfus: Organisational Culture and Organisational Impacts of Information Systems: A Review of the Empirical Literature. In: Australasia Conference on Information Systems (Conference Publication). 2010.

- Suelette Dreyfus, Julian Assange: Underground: Tales of hacking, madness and obsession on the electronic frontier. Mandarin, Kew, Australia, 1997, ISBN 1-86330-595-5. Online-Version
- Suelette Dreyfus, Julian Assange: Underground: Tales of hacking, madness and obsession on the electronic frontier. Random House, Australien 2011, ISBN 978-1-74275-202-0.
- Suelette Dreyfus, Julian Assange: Underground. Die Geschichte der frühen Hacker-Elite. Tatsachenroman. Haffmans & Tolkemitt, Berlin 2011, ISBN 978-3-942989-00-8 (Originaltitel: Underground: Tales of hacking, madness and obsession on the electronic frontier.).

## Deutschsprachige Rezensionen vonUnderground
- Buchkritik in: Der Spiegel 13/2011
- Rezension bei Spiegel Online
- Rezension bei FAZ.net
- Rezension bei Welt Online